# Liste der Kulturgüter in Thunstetten
Die Liste der Kulturgüter in Thunstetten enthält alle Objekte in der Gemeinde Thunstetten im Kanton Bern, die gemäss der Haager Konvention zum Schutz von Kulturgut bei bewaffneten Konflikten, dem Bundesgesetz vom 20. Juni 2014 über den Schutz der Kulturgüter bei bewaffneten Konflikten sowie der Verordnung vom 29. Oktober 2014 über den Schutz der Kulturgüter bei bewaffneten Konflikten unter Schutz stehen.
Objekte der Kategorie A und B sind vollständig in der Liste enthalten, Objekte der Kategorie C fehlen zurzeit (Stand: 22. April 2024). Unter übrige Baudenkmäler sind geschützte Objekte zu finden, die im Bauinventar des Kantons Bern als «schützenswert» verzeichnet sind.

## Kulturgüter
| Foto |                                                                            | Objekt                                          | Kat. | Typ | Standort                        | Beschreibung |
| ---- | -------------------------------------------------------------------------- | ----------------------------------------------- | ---- | --- | ------------------------------- | --- |
| ja   | Datei hochladen · Wikidata zu Schloss mit Park und Gartenhaus (Q2243721)   | Schloss mit Park und Gartenhaus KGS-Nr.: 01277  | A    | G   | Berggasse 5, 5b 623866 / 228322 | In den Jahren 1711 bis 1713 nach Plänen von Joseph Abeille und unter der Leitung von Baumeister Abraham Jenner erbautes Schloss. Das dominierende Zentrum der dreiflügeligen Anlage ist ein Hochparterrebau unter sehr hohem und steilem, wenig gebrochenem Walmdach mit Lukarnen, Kaminen und Kugelaufsätzen. Daran schliessen sich sehr lange, schlanke, fünfteilige Seitenflügel an, die einen tiefen längsrecktigen Ehrenhof bilden. Im Park befindet sich ein, in der Art des klassizistischen Pavillons gestaltetes Gartenhaus. |
| ja   | Datei hochladen · Wikidata zu Reformierte Kirche mit Pfarrhaus (Q29675505) | Reformierte Kirche mit Pfarrhaus KGS-Nr.: 01278 | B    | G   | Kirchgasse 4, 6 623895 / 228140 | Das 1745 erbaute Kirchengebäude entstand anstelle der 1220 erstmals erwähnten und 1528 säkularisierten Kommende der Johanniter. Dreiseitig geschlossener Predigtsaal unter Walmdach mit Vogeldiele. Vom Vorgängerbau übernahm man den Turm und bezog ihn mit zwei Fenster-Portalmotiven symmetrischen in die traufseitige Zugangsfront ein. Daneben steht das bis ins 13. Jahrhundert zurückreichende und um 1630 umgebaute Pfarrhaus, ein stattlicher Putzbau unter Krüppelwalmdach.                                                 |

## Übrige Baudenkmäler
Hinweis: Anstelle der KGS-Nummer wird als Objekt-Identifikator (ID) die Grundstücksnummer verwendet.
| ID   | Foto |                 | Objekt                        | Typ | Standort                               | Beschreibung |
| ---- | ---- | --------------- | ----------------------------- | --- | -------------------------------------- | ------------ |
| 282  | BW   | Datei hochladen | Bauernhaus (1805)             | G   | Rengershäusern 170 623423 / 227284     |              |
| 287  | BW   | Datei hochladen | Schulhaus (1924)              | G   | Schulhausstrasse 1 623124 / 229191     |              |
| 341  | BW   | Datei hochladen | Bauernhaus (1778)             | G   | Solothurnstrasse 26 622803 / 229450    |              |
| 501  | BW   | Datei hochladen | Gewerbe-Speicher (1851)       | G   | Unterer Schlosshof 51a 624056 / 228519 |              |
| 561  | BW   | Datei hochladen | Gasthof Tell (um 1780)        | G   | Bernstrasse 33 623146 / 229318         |              |
| 649  | BW   | Datei hochladen | Stock (1810)                  | G   | Batzwilhof 35 623830 / 229899          |              |
| 764  | BW   | Datei hochladen | Stöckli (1816)                | G   | Welschlandstrasse 2 622849 / 229493    |              |
| 780  | BW   | Datei hochladen | Bauernhaus (1825)             | G   | Bernstrasse 2 623456 / 229547          |              |
| 1037 | BW   | Datei hochladen | Stöckli (1807)                | G   | Rank 156 623757 / 227551               |              |
| 1472 | BW   | Datei hochladen | Gartenhaus (um 1810)          | G   | Berggasse 5b 623936 / 228368           |              |
| 1564 | BW   | Datei hochladen | Gasthof Kreuz (1767)          | G   | Zürichstrasse 10 623576 / 229505       |              |
| 1698 | BW   | Datei hochladen | Speicher (spätes 17. Jh.)     | G   | Zürichstrasse 3b 623546 / 229601       |              |
| 2140 | BW   | Datei hochladen | Möbelfabrik Girsberger (1954) | G   | Bernstrasse 78 622373 / 228605         |              |
| 2166 | BW   | Datei hochladen | Stöckli (1804)                | G   | Weissenried 8 622021 / 228691          |              |
| 2166 | BW   | Datei hochladen | Bauernhaus (1792)             | G   | Weissenried 9 622002 / 228714          |              |
| 2231 | BW   | Datei hochladen | Bauernhaus (1861)             | G   | Weissenried 11 622074 / 228602         |              |